# Satara
Satara – miasto w Indiach, w stanie Maharasztra. W 2011 roku liczyło 149 335 mieszkańców. Stolica dystryktu Satara.